# Samba (muziek)

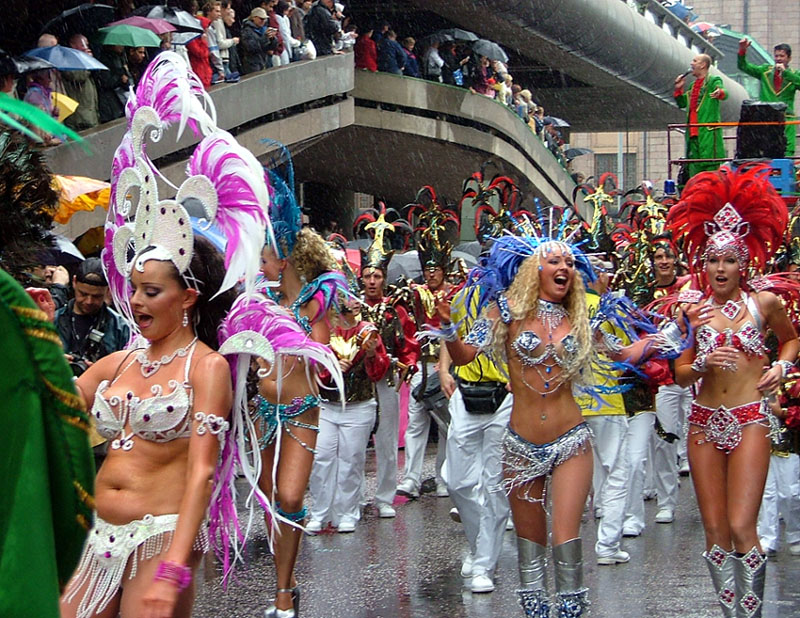
Sambadansers in Helsinki, 2004

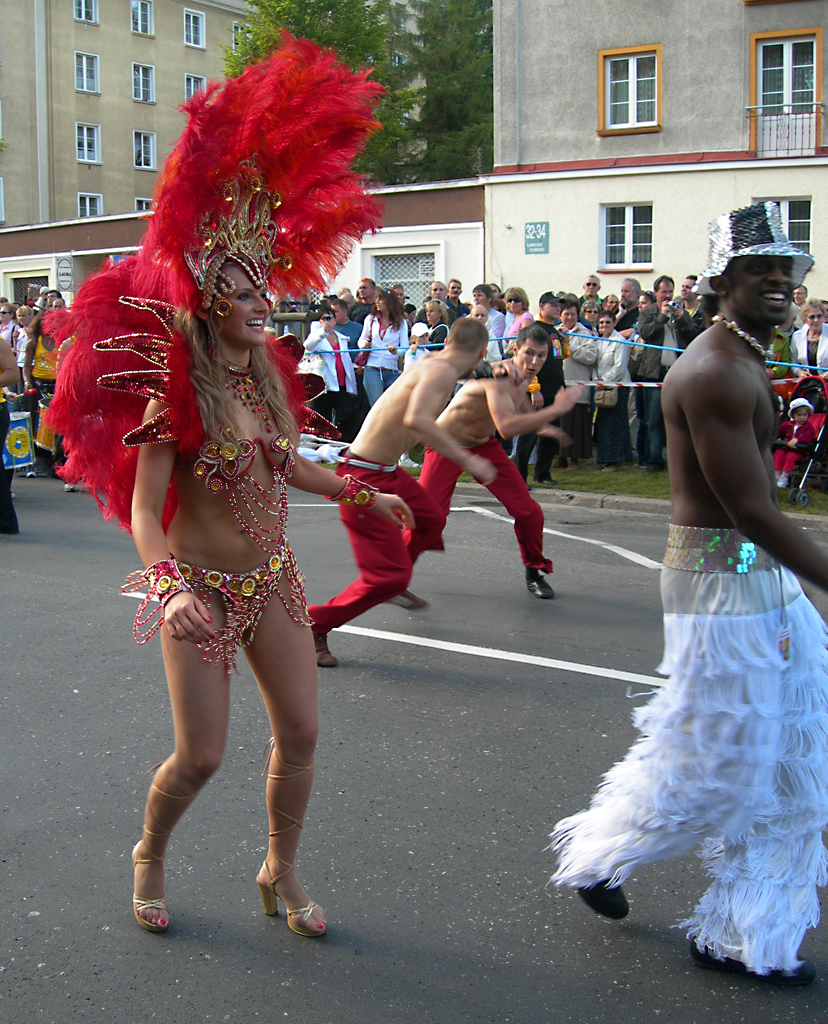
Sambadansers

De samba is een Braziliaanse muzieksoort die vooral bekend werd door het carnaval in Rio de Janeiro.

## Geschiedenis
De geschiedenis van de samba gaat ver in de tijd terug waarbij Afrikaanse, Europese en in mindere mate Arabische en Amerindische invloeden zich met elkaar vermengd hebben. Die wederzijdse beïnvloeding start wanneer in de 8e eeuw na Christus de eerste Afrikanen naar Spanje en later Portugal toekomen. Gedurende vijf eeuwen bezetting van het Iberisch Schiereiland door Arabieren heeft een aantal percussie-instrumenten intrede gevonden (bijvoorbeeld de tamboerijn). In de koloniale periode zijn over een periode van 350 jaar tussen 3 en 5 miljoen slaven naar Brazilië verscheept. Zij brachten muziek- en danstradities mee die later tot de samba evolueerden. De belangrijkste culturele invloed is echter terug te voeren op de Bantoe-volkeren uit Angola en het zuidwesten van het huidige Congo. Voor privéorkesten en -koren leerden de slaven westerse muziekstijlen zoals de mars, de wals en de Italiaanse aria, terwijl de Portugese bezetters gefascineerd waren door de Afrikaanse batuques (term die toen gebruikt werd voor alle Afrikaanse muziek en dans begeleid door percussie). Uit de combinatie van batuques en westerse muziek werd in de loop van de 18e eeuw een nieuwe Braziliaanse stijl geboren: de lundu, die doorgaat voor de eerste nationale dans van Brazilië. Een meer ‘erudiete’ variant van de lundu was de modinha.
Aan het einde van de 19e eeuw kwamen door de bloei van de koffieteelt en afschaffing van de slavernij grote migratiestromen op gang. Veel (ex-)slaven van wie velen afkomstig waren uit de deelstaat Bahia, vestigden zich in Rio de Janeiro en brachten hun lokale dansen, muziek en gebruiken mee. Enkele hiervan die op de samba een invloed hebben gehad, zijn: de samba de roda do recôncavo, de samba rural paulista, de calango, de jongo en de congadas of congos (een ceremonie uit het noordoosten van Brazilië, waarbij een Afrikaanse koning en koningin worden gekroond en tal van figuren meestappen in een optocht met percussie-instrumenten en kleurrijke klederdracht). Onder invloed van de polka en de Cubaanse habanera evolueerde de lundu te Rio de Janeiro tot een nieuwe dans- en muziekrage: de maxixe. Het carnaval van Rio de Janeiro speelde een hoofdrol in de verdere evolutie van de samba. In 1917 breekt de samba als muziekstijl door met de eerste nationale sambahit 'Pelo Telefone'. In 1928 wordt de eerste sambaschool 'Deixe falar' opgericht. In de jaren 1930 werden de sambascholen deel van het officiële carnaval en kenden dankzij massale overheidssteun een enorme groei. In die periode verhief president Getúlio Vargas de samba carioca (samba van Rio de Janeiro) tot nationaal symbool. In een mum van tijd werd de samba populair in heel Brazilië en werden in diverse grote Braziliaanse steden sambascholen naar het model van Rio opgericht.
Volgens de gangbaarste verklaring stamt het woord samba af van semba, dat in de Kimbundu en Ngangela talen van Angola buikstoot of umbigada betekent. Deze buikstoot was – en is nog steeds in een aantal bestaande sambavormen – een manier om de beurt door te geven aan iemand anders. Naast deze verklaring vormen echter nog tal van andere Afrikaanse woorden een mogelijke verklaring (die elkaar echter niet hoeven uit te sluiten):
sánba (Kimbundu): gebed, bidden
cussámba (Kikongo): gelijkaardige betekenis als sánba (gebed bidden)
samba (Kimbundu): erg opgewonden zijn
samba (Bangi): de heilige dans dansen
sa'ambale (Nigeriaanse taal): een dans voor jonge mensen
sáamba (Kikongo): de initiatiegroep waarin iemand competent wordt voor politieke, sociale en religieuze functies
De samba werd voor het eerst geïntroduceerd in Europa rond 1923, maar werd pas na 1945 populair. De samba kreeg meer internationale bekendheid met het lied "Aquarela do Brasil" (bijna een volkslied voor deze natie).

## Soorten

### Samba comum
De kern van deze sambasoort is over het algemeen de cavaquinho en de pandeiro. Het gebruik van de cavaquinho kenmerkt over het algemeen het verschil tussen Samba comum en bossanova. Ook wordt altijd een gitaar gebruikt. De zevensnarige gitaar is in Brazilië populair geworden door deze muzieksoort. In plaats van samba comum spreekt men ook vaak van samba carioca, de samba van Rio de Janeiro.
Bekende artiesten: Beth Carvalho, Paulinho da Viola, Zeca Pagodinho, Wilson Moreira, Teresa Cristina & Grupo Semente

### Samba de roda do recôncavo

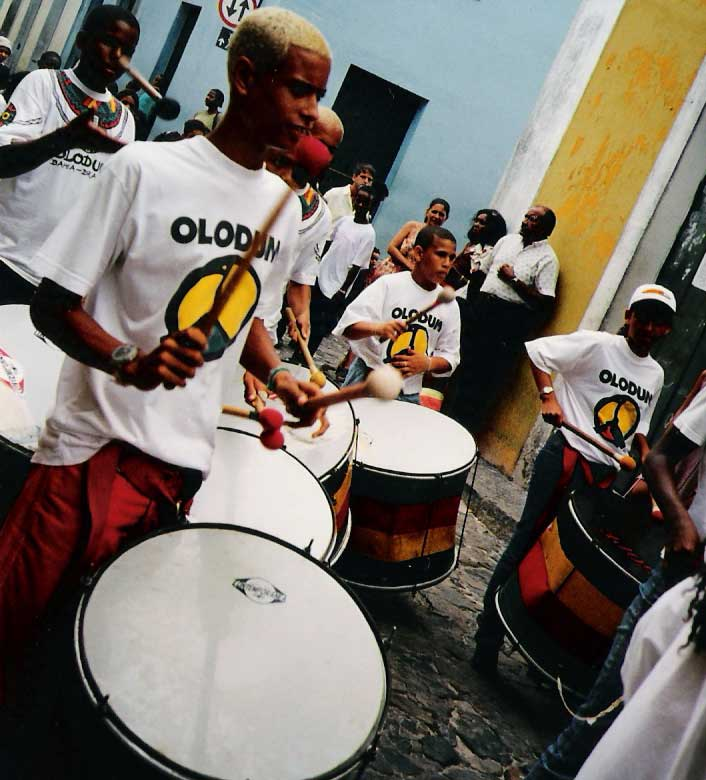
Drummers in Bahia

Deze stijl is afkomstig van de recôncavo Baiano, de streek rond de ‘baai van alle heiligen’ in de deelstaat Bahia. Er wordt een kring gevormd, waarbij de omstanders in de handen klappen en zingen en er in de cirkel wordt gedanst. Specifiek voor deze stijl zijn de instrumenten: de viola (een traditioneel snaarinstrument) en de prato-e-faca, bord en mes.
De samba de chula – ook samba de parade of samba de viola - is de variant met de striktste regels. Er wordt nooit gedanst terwijl er gezongen wordt en er is telkens maar één persoon die mag dansen. Die persoon geeft zijn/haar beurt door met een umbigada of buikstoot.
De samba corrida, de generische term voor andere vormen van de samba de roda, is vrijer dan de samba de chula. Typisch aan de dans is de miudinha, een variatie op de sambapas die zo zacht en subtiel is dat ze haast onzichtbaar is.
De samba de roda de recôncavo uit Bahia werd in 2005 op de Lijst van Meesterwerken van het Orale en Immateriële Erfgoed van de Mensheid van UNESCO geplaatst.

### Partido alto
De Partido alto wordt vooral gekenmerkt door een grotere invloed van de pandeiro en het gebruik van surdo en tamboerijn. Over het algemeen is de tekst verdeeld in verzen en een refrein. Vaak worden de verzen geïmproviseerd.
Bekende artiesten: Candeia, Jovelina Pérola Negra, Zeca Pagodinho, Arlindo Cruz, Aniceto do Império, Sombrinha, Nei Lopes, Almir Guinéto, Camunguelo

### Pagode
Pagode is de meest voorkomende sambastijl in Brazilië. De pagode-variant ontstond in Rio de Janeiro in de jaren 1970 en brak met enorm succes door in de jaren 1980. De pagode verzette zich tegen de commercialisering, de 'verwitting' van de sambascholen en het gepercipieerde muzikale kwaliteitsverlies. Pagode is in die zin een heruitvinding van een samba die voor sommigen te ver van de traditie was afgedreven. Vandaar wordt ook wel de vraag gesteld of het wel echt over een nieuw subgenre gaat. In elk geval kenden zowel de muziekstijl als het informele spontane feest een enorm succes in heel Brazilië. In deze sambasoort spelen banjo, cavaquinho, pandeiro, tantan, rebolo en repinique de mão een belangrijke rol. Pagode is een meer informele muzieksoort. Vaak komen groepen vrienden op zaterdag of zondag in een bar bijeen om bier te drinken en samen pagode te spelen en te zingen. Of ze gaan naar een 'quintal', een plek in de achtertuin om muziek te maken. De teksten hebben een uiteenlopende inhoud, van meer politiek geladen kronieken van het leven in de favelas, over eenvoudige romantische thema's tot de seksueel getinte teksten van de pagode bahiano. Subgenres zijn de pagode bahiano en de pagode paulista, respectievelijk uit de deelstaat Bahia en São Paulo.
Bekende artiesten: Zeca Pagodinho, Fundo de Quintal, Raça Negra, Molejo, Grupo Revelação, Martinho da Vila, Jorge Aragão, Turma do Pagode

### Samba canção
Een romantische vorm van Pagode.
Bekende artiesten: Ângela Maria, Nelson Gonçalves, Cauby Peixoto, Agnaldo Rayol, Dolores Duran, Maysa.

### Samba enredo
Samba enredo is een sambastijl die de sambascholen tijdens de carnavalsoptochten begeleidt. De tekst van een samba enredo vertelt over het algemeen over het thema dat door de sambaschool uitgebeeld wordt. De tekst wordt meestal gezongen door een man, begeleid door een cavaquinho en de bateria (slagwerkgroep) van de sambaschool. Het tempo van de hedendaagse samba-enredo ligt hoger dan andere vormen van samba.

### Samba reggae

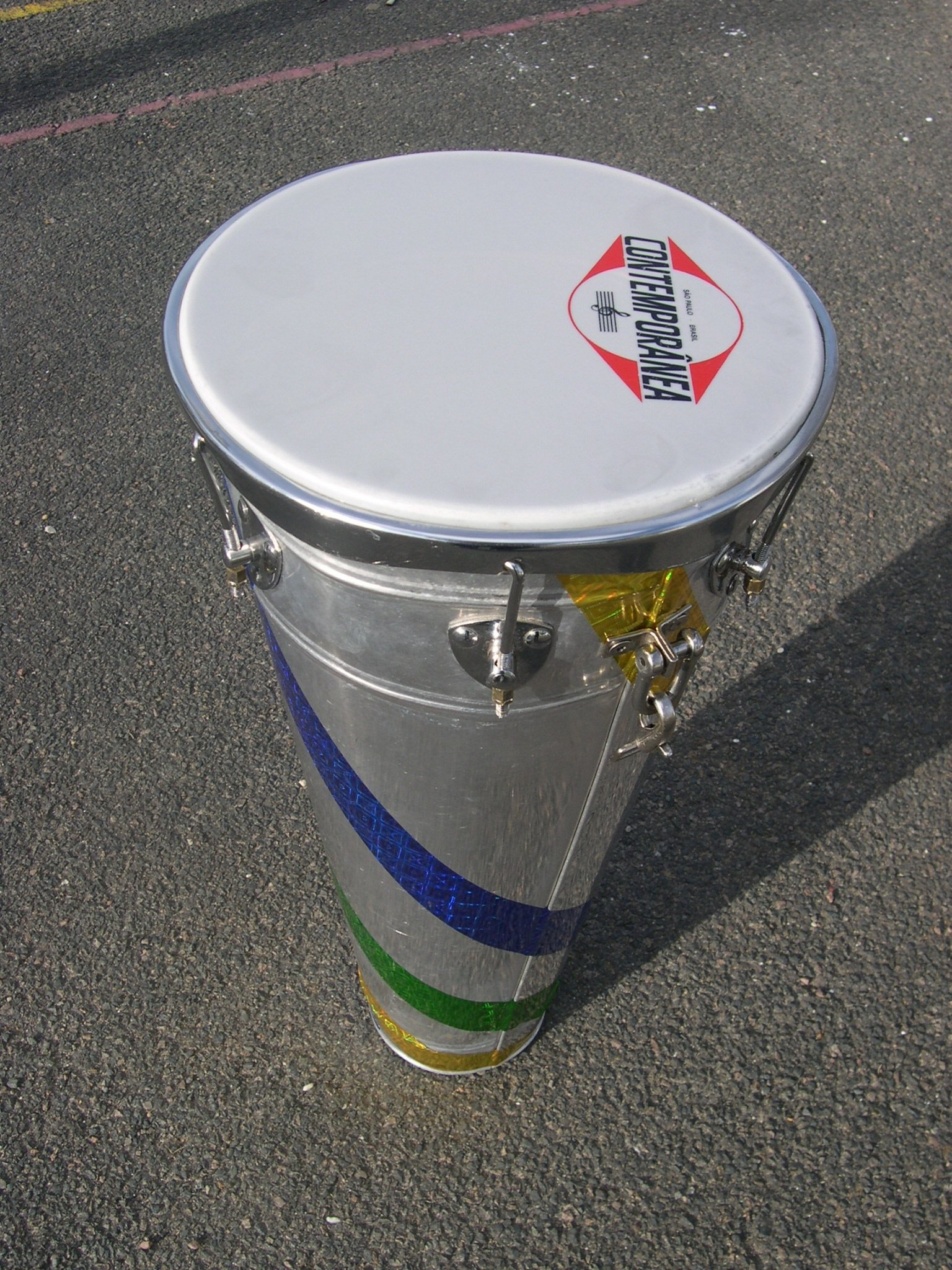
Timbaal, een typisch samba reggae instrument

Deze vorm van samba is typisch voor Salvador de Bahia en heeft een duidelijk politieke dimensie. Sambascholen naar het voorbeeld van Rio de Janeiro bestaan in Salvador de Bahia sinds de jaren 1950 en 1960. In de jaren 1970 inspireerden de blocos indios zich op Noord-Amerikaanse indianengroepen zoals de Coches en Apaches. Groepsleden ervan richtten in 1974 de eerste bloco afro op, die de ritmes van de afoxe vermengde met de ritmes, instrumenten en organisatie van de sambascholen. De bloco afro 'Ile Aiye' inspireerde zich op de Noord-Amerikaanse soul en black power, de negritude en dekoloniseringsgolf van vele Afrikaanse landen. Op korte tijd ontstonden vele andere blocos. In 1979 vormden leden van Ile Aiye de Bloco Olodum, een van de bekendste dankzij het nieuwe ritme van meester-percussionist Neguinho do Samba: de samba reggae.
Het is echter waarschijnlijker dat het ritme een collectieve uitvinding is, ontstaan tijdens de vele oefensessies van de blocos waarbij improviseren, experimenteren en wederzijdse beïnvloeding gangbaar waren. Dit specifieke ritme kreeg zijn uiteindelijke benaming door de Amerikaanse zanger en componist Paul Simon nadat deze het tijdens een bezoek aan Banda Olodum in Salvador begin jaren 80 vergeleek als een mengeling tussen Samba en Reggae. De samba reggae heeft een trager ritme dan de samba enredo en de tegentijden die met dunne, flexibele drumsticks worden geslagen op de repique – een kleine, scherp klinkende drum - geven het ritme een reggaeschwung.
De invloed van de reggae is ook aanwezig in de melodie, terwijl de teksten vaak handelen over Afrikaanse landen, historische figuren in de emancipatie van de Afro-Brazilianen en goden uit de candomblé. Het sterke politieke karakter van de blocos blijkt tevens uit hun betrokkenheid en activisme in de lokale gemeenschap.

### Axé
De Axé-music beperkt zich niet tot één stijl of ritme, maar wordt gebruikt voor alle populaire muziek uit de deelstaat Bahia die een zeer breed spectrum van invloeden heeft: van de frevo (carnavalsmuziek uit Recife in Pernambuco), de paso-doble, salsa, reggae, marcha, samba… . Halverwege de jaren 80 lanceerde de singer-songwriter Luís Caldas de succesnummers ‘frictoe’ en ‘nega de Cabelo duro’ waarbij hij frevo eletrico en het ritme uit de Candomblé Ijexá combineerde (www.abemusica.com.br). Het duurde niet lang of de populaire muziek van Bahia ging voortaan als axé-music door het leven, een combinatie van het Yoruba-woord ‘kracht die leven geeft’ en het Engelse Music. De Axé-music werd op een mum van tijd razend populair in Brazilië en de rest van de wereld, met de commerciële successen van Daniela Mercury, Margareth Menezes, E o Tchan, Carlinhos Brown, Olodum en vele anderen.

### Andere vormen van samba
Bossanova, een jazzvariant van samba, vooral bekend geworden door Tom Jobim. Bekende nummers zijn onder andere Mas Que Nada van Sérgio Mendes en Garota de Ipanema met muziek van Antonio Carlos Jobim en tekst van Vinicius de Moraes.
Samba de breque Een uitgestorven soort van samba waar de tekst en muziek af en toe onderbroken wordt voor een monoloog of dialoog.
Jongo Gelijk aan samba de roda maar voor de staten Rio de Janeiro en São Paulo.

## Dans (traditioneel)
De bovenstaande muzieksoorten zijn ook een dans. Samba de gafieira is een traditionele partnerdans die enigszins lijkt op de tango. Ook op de samba de pagode (zeer snel met veel gooi- en smijtwerk) en samba rock wordt er partnerdans gedanst. Samba no pé (de carnavalssamba) en axé zijn sambadansen zonder partner.
De Samba is in essentie een geïmproviseerde dans, wat echter niet wil zeggen dat zomaar alles mogelijk is. Dansers kunnen putten uit een rijk repertorium van dansbewegingen al dan niet in combinatie met de basispas en vullen dit aan met ingevingen van het moment. Langere choreografieën zijn voorbehouden voor dansvoorstellingen, de populaire hits van de axé-music, of onderdelen van de carnavalsparades zoals de prachtige dans van de porta-bandeira en mestre sala.

## Stijldans
De samba is ook een Latijns-Amerikaanse dans, een van de vijf latindansen die tot het standaarddansen behoren. Deze gestileerde samba heeft weinig gemeen met de samba's die in Brazilië worden gedanst.
Kenmerkend voor de stijldanssamba is de "bounce"-beweging. In een eenvoudige versie: staand op de linkervoet wordt de rechter naar voor geplaatst terwijl het linkerbeen iets gestrekt wordt waardoor het bekken kantelt. Vervolgens plaatst men de linker- naast de rechtervoet, strekt lichtjes het linkerbeen terwijl de rechtervoet kort opgeheven en teruggeplaatst wordt. Daardoor ontstaat er tegelijk een heen en weer gaande beweging van het bekken en een verende beweging tijdens het stappen. In tegenstelling met veel latindansen die ter plaatse uitgevoerd worden, wordt er in de samba veel over de dansvloer bewogen.
Vermits in de samba meerdere ritmes door elkaar gespeeld worden - het is de meest complexe latindans - kan er zowel op een eenvoudige stap-stap-stap-wijze gedanst worden als op gesyncopeerde maten. Veel sambapassen worden geteld als een-en-twee waarbij en-twee gesyncopeerd is en net zo lang duurt als de een. Figuren zijn dikwijls acht maten lang omdat dit ook in de meeste muziek het geval is.
De samba wordt gedanst op een ritme van 50/52 maten per minuut.